# Science attoseconde
La science attoseconde, abrégé en l’attoseconde (unité de durée correspondant à 10−18 seconde), est une science du comportement des molécules inventée par le professeur québécois André D. Bandrauk de l’université de Sherbrooke. Cette science est en quelque sorte une combinaison de chimie numérique, de physique quantique et de photonique moléculaire.
L'un des principaux objectifs de la science attoseconde est de fournir des informations sur la dynamique quantique des électrons dans les atomes, les molécules et les solides ; le défi à long terme étant de parvenir à contrôler en temps réel le mouvement des électrons dans la matière.

## Historique
L'avènement des lasers à large bande à base de saphir-titane (Ti:Sa) (1986), de l'amplification par dérive de fréquence (ADF)(1988), de l'élargissement spectral des impulsions à haute énergie (par ex. une fibre à noyau creux remplie de gaz via l'automodulation de phase) (1996), la technologie contrôlée par la dispersion des miroirs (1994) et la stabilisation du peigne de fréquences optiques (2000) permettent la création d'impulsions lumineuses à l'attoseconde (générées par le processus non linéaire de génération «d'harmoniques» dans un gaz noble) (2004, 2006).
En 2011, l’attoseconde a obtenu la deuxième place dans le palmarès des découvertes les plus importantes de l’année 2010 retenues par la revue  La Recherche. Le professeur Bandrauk a reçu le prix Marie-Victorin 2010 pour ses découvertes.
En 2022, Anne L'Huillier, Ferenc Krausz et Pierre Agostini remportent le Prix Wolf, décerné par la Fondation Wolf (Israël) pour leurs travaux historiques dans le champ des mathématiques. En 2023, ces mêmes chercheurs remportent le prix Nobel de physique pour leurs travaux en matière de physique attoseconde, ayant notamment permis de développer des lasers permettant de filmer les mouvements des électrons.